# Fajsz (vorst)
Fajsz was van 948 tot 955 vermoedelijk een grootvorst in Hongarije. Hij was een zoon van Jutas, die een zoon van Árpád en broer van Zoltan was.
Hij liet zich tot christen bekeren vanwege de aanhoudende slechte relatie met het Heilige Roomse Rijk. In 948 ging hij met de hulp van Belcsú als afgevaardigde naar Constantinopel om daar keizer Constantijn VII te ontmoeten. Na de vernietigende nederlaag bij de Slag op het Lechveld tegen de Duitsers werd zijn macht in het vorstendom Hongarije minder. Daarop nam zijn neef Taksony de heerschappij over in Hongarije.